# Seznam članov 2. zasedanja Antifašističnega sveta ljudske osvoboditve Jugoslavije
Seznam članov 2. zasedanja Antifašističnega sveta ljudske osvoboditve Jugoslavije (AVNOJ)

## Predsedstvo
- predsednik: Ivan Ribar
- podpredsedniki: Moša Pijade, Antun Augustinčić, Josip Rus, Dimitar Vlahov, Marko Vujačić
- sekretarja: Rodoljub Čolaković, Radonja Golubović

Člani
- Josip Broz Tito, Spasenija-Cana Babović, Milan Belovuković-Deva, Vaso Butozan, Nikola Grulović, Jevstatije Karamatijević, Vojislav-Đedo Kecmanović, Voja Leković, Momčilo (Moma) Marković, Blagoje Nešković, Stanko Opačić-Ćanica, Nikola Petrović, Koča Popović, Rade Pribićević, Đuro Pucar-Stari, Aleksandar Ranković, Vladislav Ribnikar, Petar Stambolić, Luka Stević, Sreten Vukosavljević, Vlada Zečević, Sreten Žujović, Vladimir Bakarić, Ante Vrkljan, Frane Frol, Pavle Gregorić, Maca Gržetić, Andrija Hebrang, Ivan Krajačić, Pavao Krce, Vicko Krstulović, Filip Lakuš, Ljubo Leontić, Božidar Magovac, Ante Mandić, Vladimir Nazor, Aleksandar Preka, Josip Smodlaka, Zlatan Sremec, Jakob (Jaka) Avšič-Rade, France Bevk, Tone Fajfar, Josip Jeras, Edvard Kardelj, Boris Kidrič, Franc Leskošek, Metod Mikuž, Josip Vidmar, Osman Karabegović, Husnija Kurt, Muhamed Sudžuk, Milovan Đilas, Niko Miljanić, Metodi(ja) Andonov-Čento, Mihailo Apostolski, Vlado/Vladimir PopTomov

## Delegati
- Josip Broz Tito
- Jakob Avšič
- Judita Alargić
- Metodija Andonov-Čento
- Bane Andrejev-Ronkata
- Đorđe Andrejević-Kun
- Mihailo Apostolski
- Antun Augustinčić
- Ante Babić
- Ljubo Babić
- Spasenija Babović
- Vladimir Bakarić
- Boris Balaš
- Šime Balen
- Ivan Barbalić
- Aleš Bebler
- France Bevk
- Jure Begić
- Marko Belinić
- Milan Belovuković-Deva
- Anka Berus
- France Becele
- Josip Biber
- Božidar Boško Bjeladinović
- Janko Bjelica
- Andrija Božanić
- Ivan Božičević
- Nikola Božović
- Ivan Bolt
- Marijan Brecelj
- Dušan Brkić
- Hasan Brkić
- Nikola Brozina
- Dušan Brstina
- Andrija Bubanj
- Vice Buljan
- Vaso Butozan
- Josip Cazi
- Antun Cerović
- Josip Cetina
- Dušan Čalić
- Edhem Čamo
- Rodoljub Čolaković
- Asim Ćemerlić
- Hamdija Čemerlič
- Stevo Čuković
- Radivoj Davidović
- Uglješa Danilović
- Stanko Danilović
- Peko Dapčević
- Vladimir Dedijer
- Marijan Detoni
- Milorad Dimitrijević-Mikan
- Miloje Dobrašinović
- Ilija Došen
- Jurica Draušnik
- Rato Dugonjić
- Ljuban Đarić
- Milovan Đilas
- Živa Đorđević
- Pero Đukanović
- Ljubodrag Đurić
- Momčilo Đurić
- Simo Eraković
- Tone Fajfar
- Sulejman Filipović
- Frane Frol
- Franjo Gaži
- Drago Gizdić
- Omer Gluhić

- Mihailo Grbić
- Jakov Grgurić
- Pavle Gregorić
- Maca Gržetić
- Dušan Grk
- Radovan Grković
- Radovan Grujić
- Aćim Grulović
- Nikola Grulović
- Nikola Guberović
- Muhamed Hadžiismailović
- Andrija Hebrang
- Mujo Hodžić
- Janez Hribar
- Avdo Humo
- Marija Ivančić
- Mladen Iveković
- Dušan Ivović
- Pavle Ilić
- Božidar Jakac
- Velimir Jakić
- Uroš Jakša
- Milivoj Jambrišak
- Josip Jeras
- Arso Jovanović
- Isa Jovanović
- Radivoje Jovanović-Bradonja
- Živko Jovanović
- Špiran Jokić
- Dušan Josipović
- Srboljub Josipović
- Stane Kavčič
- Osman Karabegović
- Jevstatije Karamatijević
- Edvard Kardelj
- Vojislav Kecmanović
- Boris Kidrič
- Nikica Knežević
- Mitar Kovačević
- Lazar Koliševski
- Pero Komadina
- Vujo Kosovac
- Aleksandar Koharević
- Edvard Kocbek
- Boris Kraigher
- Ivan Krajačić
- Ivan Kranželić
- Herbert Kraus
- Anton Kržišnik
- Maks Krmelj
- Pero Krstajić
- Visko Krstulović
- Pavao Krce
- Mate Krušulj
- Ivica Kukoč
- Skender Kulenović
- Husnija Kurt
- Filip Lakuš
- Voja Leković
- Ljubo Leontić
- Franc Leskošek
- Dušan Livada
- France Lubej
- Pavel Lunaček
- Vojo Ljujić
- Božidar Magovac
- Sandi Majcen
- Omer Maksumić
- Panto Mališić
- Ante Mandić

- Pašaga Mandžić
- Ignjat Marić
- Blažo Marković
- Momčilo Marković
- Venko Markovski
- Novak Mastilović
- Ivan Maček
- Savo Medan
- Cvijetin Mijatović
- Radovan Mijušković
- Metod Mikuž
- Jure Mikulić
- Miloje Milojević
- Milosav Milosavljević
- Ivan Milutinović
- Niko Miljanić
- Miloš Minić
- Joso Mirković
- Mitra Mitrović-Đilas
- Karlo Mrazović-Cofek
- Franjo Mraz
- Hadžimehmed Mujkić
- Dragoslav Mutapović
- Vladimir Nazor
- Mara Naceva
- Dušan Nedeljković
- Ivan Nemec
- Blagoje Nešković
- Gojko Nikoliš
- Dmitar Ninković
- Ivan Novak
- Hamdija Omanović
- Stanko Opačić-Čanica
- Savo Orović
- Omer Osmić
- Janko Pavić
- Kata Pejnović
- Jože Penca
- Mile Perković
- Mile Peruničić
- Dušan Petrović-Šane
- Nikola Petrović
- Srećko Petrović
- Moša Pijade
- Edhem Pobrić
- Zoran Polič
- Marko Polović
- Krsto Popivoda
- Jovan Popović
- Koča Popović
- Milentije Popović
- Mile Počuča
- Stjepan Prvčić
- Aleksandar Preka
- Rade Pribičević
- Lazo Pribišić
- Đuro Pucar-Stari
- Vojislav Radić
- Joksim Radović
- Dobrivoje Radosavljević
- Joakim Rakovac
- Aleksandar Ranković
- Enver Redžić
- Ivan Ribar
- Vladislav Ribnikar

- Franc Rozman-Stane
- Ivan Rumbak
- Mara Rupena-Osolnik
- Josip Rus
- Brano Savić
- Pavle Savić
- Savo Savić
- France Svetek
- Stane Semič-Daki
- Jagoš Simonović
- Josip Smodlaka
- Vid Sokol
- Mitar Soldat
- Mate Sorić
- Ratko Sofijanić
- Zlatan Sremec
- Nada Sremec
- Petar Stambolić
- Peter Stante
- Luka Stević
- Rista Stefanović
- Svetislav Stefanović
- Marijan Stilinović
- Tomo Strižić
- Mitar Subotić
- Muhamed Sudžuka
- Stjepan Šalamon
- Jevto Šašić
- Vlado Šegrt
- Boško Šiljegović
- Stanko Škare
- Franc Škerlj
- Mihailo Škundrić
- Mica Šlander-Marinko
- Makso Šnuderl
- Đuro Tiljak
- Mijalko Todorović
- Simo Todorović
- Rade Trbović
- Stjepan Tuđman
- Sredoje Urošević
- Lado Vavpetič
- Svetozar Veinović
- Jovan Veselinov
- Josip Vidmar
- Nikola Vidović
- Jože Vilfan
- Albin Vipotnik
- Dimitar Vlahov
- Ante Vrkljan
- Todor Vujasinović
- Marko Vujačić
- Sveto Vukić
- Svetozar Vukmanović
- Sreten Vukosavljević
- Sava Vulin
- Jože Zemljak
- Vlada Zečević
- Stevo Zečević
- Branko Zlatarić
- Radovan Zogović
- Miloš Žanko
- Rade Žigić
- Sreten Žujović

## Namestniki delegatov
Iz Hrvaške
- Adam Katić
- Đuro Špoljarić
- Slavko Komar
- Šimun Marušić
- Luka Škunc
- Martin Sučić
- Franjo Banak
- Moro Magašić
- Dragutin Saili
- Sava Zlatić
- Milan Polak
- Grujica Žarković
- Milka Kufrin
- Vlado Janjić
- Bogoljub Rapajić
- Miško Došen
- Tomo Žalac
- Ivan Bolt
- Blaž Sekul
- Marica Zastavniković
- Vlado Mutak
- Ivan Jergović
- Josip Vojaček
- Jakov Blažević
- Josip Antolković
- Bude Grahovac
- Mate Jerković
- Ivan Kuzmić
- Nikola Sikirica
- Neva Pajić
- Ljubica Kovačić
- Marijan Radić
- Bogdan Oreščanin
- Josip Zmajić
- Marija Kopitar
- dr. Franko Winter
- Antun Biber
- Vjećeslav Holjevac
- Ivo Tijardović
- Stanko Bjelajac
- Ivan Skubić
- Giusepe Budicin
- Mate Jakšić
- Gojko Kovačević
- Nino Rupčić
- Franjo Šremf
- Lovro Mikan
- Vlado Matetić
- Ivan Rumbak
- Simo Lukić
- Tomo Jelaš
- Antun Bego
- Jovan Borojević
- Sava Vukelić
- Miljka Ilić
- Franjo Borić
- Pero Knežević
- Janko Pavić
- Đoko Jovanić
- Jure Jukić

Iz Slovenije
- Vlado Ambrožič
- Viktor Avbelj
- Branko Babič
- Tone Belušček
- dr. Jože Brilej
- dr. Darko Černej
- Franc Černe
- Tone Dvojmoč
- Marija Jordan
- Franc Kimovec
- Jože Kralj
- Vlado Krivic
- Dušan Kveder
- Jože Lampret
- Polde Maček
- dr. Franc Novak
- Angela Ocepek
- Bogdan Osolnik
- Dušan Pirjevec
- Bojan Polak
- Franc Popit

- Viktor Repič
- Zora Rupena
- Jože Sluga
- Janez Stanovnik
- dr. Jernej Stante
- Lidija Šentjurc
- Mira Tomšič
- Edmund Turnher
- Lojze Vrhovec
- Boris Ziherl
- Tone Sušteršič
- Vida Tomšič
- Ciril Dekval
- Janez Jerman
- Tone Klančar
- Jože Klarič
- Rudi Knez
- Stefan Pavšič
- Franc Taurer

Iz Bosne in Hercegovine
- Boško Simatović
- Pejo Stanišljević
- Žarko Bućma
- Lazo Lazić
- Branko Ćopić
- Simo Šević
- Đurad Bojinović
- Džemal Mahmut Ćehaić
- Adem Hercegovac
- Milan Bursać
- Miloš Kecman
- Mihailo Popović
- Dujo Ivezić
- Smajil Hadžiismailović
- Mesud Hotić
- Pero Radiša
- Mustafa Porobić
- Niko Tolo
- Jovo Rosić
- Mehmed Pehlivanović
- Nikola Mandić

- Abdulah Pjanić
- Muhidin Begić
- Jovo Mitrašević
- Ante Kamenjašević
- Mujbeg Rustembegović
- Ignjat Radojčić
- Milan Pantić
- Matija Knežević
- Grujo Novaković
- Enver Mešković
- Miško Jokanović
- Obren Starović
- Božo Vukoje
- Simo Radić
- Ibrahim Šator
- Vaso Miskin
- Đoka Pašajlić
- Ivica Bubaš
- Nenad Vasić
- Fazlija Alikalfić
- Nikola Draganić

Iz Črne gore in Boke
- Ivan Vujošević
- Jakša Brajović
- Gojko Garčević
- Obrad Cicmil
- Miloš Radović
- Radonja Golubović

- Mirko Krdžić
- Mihailo Vicković
- Petar Leković
- Mirko Matković
- Mato Petrović